# Stomatorhinus fuliginosus
Stomatorhinus fuliginosus är en fiskart som beskrevs av Poll, 1941. Stomatorhinus fuliginosus ingår i släktet Stomatorhinus och familjen Mormyridae. IUCN kategoriserar arten globalt som livskraftig. Inga underarter finns listade i Catalogue of Life.